# Marija Prymačenko
Marija Oksentijivna Prymačenko (ukrajinsky Марія Оксентіївна Примаченко, 12. ledna 1909 – 18. srpna 1997) byla ukrajinská lidová naivistická malířka. Věnovala se malbě, vyšívání a tvorbě keramiky.

## Osobní život
Prymačenko se narodila do rolnické rodiny a většinu svého života strávila ve vesnici Bolotnja v Ivakivském rajónu v Kyjevské oblasti, která se nachází pouhých 30 kilometrů od Černobylu. Čtyři roky navštěvovala školu, než prodělala obrnu, takže měla fyzické postižení, které ovlivnilo její život a umění. Své první umělecké pokusy v pozdějším životě popsala:
Kdysi, jako mladá dívka, jsem pečovala o hejno hus. Když jsem se s nimi dostala na písečnou pláž na břehu řeky, přešla jsem pole poseté divokými květinami a začala jsem tyčí do písku kreslit skutečné i imaginární květiny... Později jsem se rozhodla namalovat stěny našeho domu s použitím přírodních pigmentů. Poté jsem již nikdy nepřestala kreslit a malovat.

Během dětství se naučila vyšívat a stala se členkou Ivankivského družstevního vyšívacího sdružení. Její talent rozpoznala umělkyně Tetjana Floru, díky které roku 1935 získala práci v Ústřední experimentální dílně Kyjevského muzea ukrajinského umění.
V Kyjevě podstoupila Prymačenko dvě operace, které jí umožnily stát bez pomoci. Tamtéž se seznámila se svým partnerem Vasylem Marynčukem. V březnu 1941 se jim v Kyjevě narodil syn Fedir Prymačenko, s Vasylem Marynčukem se nestihli vzít, neboť zemřel během války ve Finsku. Poté se vrátila do Ivankiva a pracovala v místním JZD. Syn Fedir se stal také lidovým umělcem, zemřel roku 2008. Umělci se stali i vnuci malířky, Petro a Ivan.

## Kariéra
Prymačenko poprvé vystavovala své obrazy roku 1936 v Moskvě, Leningradu a Varšavě. V roce 1937 vystavovala v Paříži. Její díla byla inspirována ukrajinskými a polskými lidovými tradicemi a odkazují se na přírodu a pohádky. Během 30. let přešla od vyšívání k malbě a její díla z tohoto období jsou malována na bílé pozadí. Rozvíjela se její odvážná a výrazná linie a novými způsoby kombinovala tradiční ukrajinské motivy.
Během 60. až 80. let se její styl dále vyvíjel, obrazy měly stále živější barevnou paletu a nový výběr jasných pozadí. V této době přešla od práce s akvarelem na práci s kvašem. Od 70. let 20. století začala Prymačenko na rub svých pláten uvádět i krátké fráze či přísloví, která se vztahovala k tématu díla.

## Ocenění a uznání
V roce 1966 získala Národní cenu Ukrajiny Tarase Ševčenka. UNESCO prohlásilo rok 2009 rokem Prymačenkové. Po Prymačenkové je pojmenována ulice v Kyjevě a malá planetka. Pablo Picasso jednou po návštěvě výstavy Prymačenkové v Paříži řekl: "Skláním se před uměleckým zázrakem této skvělé Ukrajinky."
Její práce se objevily na ukrajinských známkách a mincích.

Ukrajinská známka s reprodukcí obrazu Marie Prymačenko

Více než 650 jejích děl je uloženo ve sbírce Národního muzea lidového dekorativního umění.

## Ztráta děl
Během ruské invaze na Ukrajinu bylo vypáleno Ivankivské historické a vlastivědné muzeum, které uchovávalo 25 jejích děl. Některá díla se však místním podařilo zachránit.
Vlada Litovčenko, ředitel Vyšhorodské historické a kulturní rezervace, poznamenal, že muzeum bylo domovem nejen děl Prymačenkové, ale také dalších ukrajinských umělců, jako je například Hanna Veres. Litovčenko prohlásil: „Další z nenahraditelných ztrát historicko-kulturní autority Ukrajiny je zničení Ivankivského historicko-kulturního muzea agresorem v těchto pekelných dnech pro naši zemi.“